# Sierra de Crevillente
Sierra de Crevillente är ett berg i Spanien.   Det ligger i provinsen Provincia de Alicante och regionen Valencia, i den sydöstra delen av landet, 300 km sydost om huvudstaden Madrid. Toppen på Sierra de Crevillente är 835 meter över havet, eller 413 meter över den omgivande terrängen. Bredden vid basen är 19,8 km.
Terrängen runt Sierra de Crevillente är huvudsakligen kuperad. Runt Sierra de Crevillente är det ganska tätbefolkat, med 199 invånare per kvadratkilometer. Närmaste större samhälle är Elche, 13,8 km öster om Sierra de Crevillente. Omgivningarna runt Sierra de Crevillente är i huvudsak ett öppet busklandskap.